# 路易·麥肯尼河濱公園
路易·麥肯尼河濱公園（英文：Louise McKinney Riverfront Park）是一個位於加拿大亞伯達省首府愛德蒙頓北薩斯喀徹溫河谷公園系統內的一個城市公園，同時作為河谷公園系統步道的起點。公園內步道亦為部分加拿大橫貫步道之路段。

## 公園設施
- 渡船頭：公園提供免費下船服務處，供一般民眾攜帶小船和木舟入河划行[1]。
- 中華花園：因鄰近愛德蒙頓華埠，公園內有一中華花園；其中包含步道和中式涼亭並開放作為活動用地供民眾預約[2]。
- 長廊：公園亦有附設遮雨長廊，內設公共洗手間和其他設施。

## 資料來源
1. 1 2  .   [2013-12-06]. （原始内容存档于2013-12-10）. - The park's page in Edmonton's official website.
2. ↑  .   [2013-12-06]. （原始内容存档于2013-12-10）. - The Gazebos page in the River Valley parks section of Edmonton's official website.